# Каниболотский, Семён Трофимович
Семён Трофимович Каниболотский (1925—2001) — старший аппаратчик Славгородского химического завода имени Г. С. Верещагина Министерства химической промышленности СССР, Алтайский край. Участник Великой Отечественной войны и Герой Социалистического Труда.

## Биография
Семён Каниболотский родился 1 сентября 1925 года в селе Новоникольское Славгородского района Славгородского округа Сибирского края. В 1939 году начал работать в местном колхозе конюхом. В январе 1943 года был призван в армию, учился в школе младших командиров. Во время следования на поезде в часть, попал под бомбёжку недалеко от Киева и был ранен в грудь, затем полгода лечился в госпитале. После госпиталя служил в отделении автоматчиков-десантников 20-й мотострелковой бригады 25-го танкового корпуса. Участвовал в штурме Берлина. После окончания Великой Отечественной войны продолжал служить на территории Австрии, Венгрии, Польши, Германии и Чехословакии. Участвовал в ликвидации остатков немецкий вооружённых групп, прятавшихся в лесах.
В 1950 году Семён Каниболотский демобилизовался и поступил работать слесарем на Славгородский химический завод. С 1956 года работал старшим аппаратчиком, перевыполнял нормы пятилеток. 20 апреля 1971 года указом Президиума Верховного Совета СССР за выдающиеся успехи в выполнении восьмого пятилетнего плана, внедрение передовых методов труда и достижение высоких технических и производственных показателей Семёну Трофимовичу Каниболотскому присвоено звание Героя Социалистического Труда с вручением ордена Ленина и золотой медали «Серп и Молот».
В 1978 году Семёну Каниболотскому было присвоено звание «Почетный житель города Славгород». В 1986 году Каниболотский вышел на пенсию. Скончался 2 октября 2001 года. В городе Яровое Алтайского края в его честь названа улица.

## Награды
- Орден Отечественной войны I степени, 11 марта 1985 года
- Орден Ленина, 20 апреля 1971 года
- Медаль «Серп и Молот», 20 апреля 1971 года
- Орден Красной Звезды, 28 мая 1945 года
- Медаль «За трудовую доблесть», 26 апреля 1959 года